# RII
RII, siglas de Relative Interaction Index, es el índice relativo de interacción, un novedoso sistema utilizado en biología para medir el efecto relativo de la interacción entre especies.
Dicho índice tiene fuertes propiedades estadísticas y ventajas sobre los anteriores índices existentes como el RCI (Relative competition index), LnRR (Log response ratio) y RNE (Relative neighbor effect) y destaca sobre todo por su universalidad, pudiéndose utilizar para todo tipo de efectos desde exclusión mutua a simbiosis.